# Sven Sederström
Sven Sederström, född 2 november 1810 i Asarum, Blekinge län, död  27 april 1846 i Aringsås, Allbo härad, Kronobergs län, var en svensk häradsmålare och författare. 
Han var son till pappersmakargesällen Jonas Sederström och Signe Ljungstedt och från 1834 gift med Maria Nilsdotter.  Sederström var en mångsidig man och var huvudsakligen verksam i Småland. Han intresserade sig för gamla folksagor som han på uppmaning av Gunnar Olof Hyltén-Cavallius och George Stephens upptecknade och några av sagorna ingick i boken Svenska sagor och äfventyr som utgavs 1844. Sederströms bidrag gavs senare ut i sin helhet av Jöran Sahlgren och Sven Liljeblad i boken Svenska sagor och sägner med en inledning om Sederström. Han bidrog även till den religiösa folklitteraturen med några små skrifter som utgavs anonymt. Om Sederströms verksamhet som målare finns det få uppgifter bevarade men man vet att han 1844 fick i uppdrag att renovera altartavlan i Lekeryd.

## Tillgängliga skrifter
Sven Sederströms sagor tillhandahålls gratis som PDF av Gustav Adolfs Akademien: Länk till Sven Sederströms sagor.